# Средний Кутим

Средний Кутим — река в России, протекает в Красновишерском районе Пермского края. Устье реки находится в 31 км по левому берегу реки Кутим. Длина реки составляет 15 км.
Берёт начало примерно в километре от границы со Свердловской областью на западных склонах хребта Еловский Увал (Северный Урал). По хребту проходит граница Европы и Азии, а также водораздел Волги и Оби, недалеко от истока Среднего Кутима берёт начало река Большая Кондорка. Средний Кутим течёт на юго-запад, затем на запад, огибая гору Средний Кутим (615 НУМ). Всё течение проходит по ненаселённой местности, среди гор и холмов покрытых тайгой. Горная река с быстрым течением и каменистым дном. Ширина реки у устья около 8 метров.

## Данные водного реестра
По данным государственного водного реестра России относится к Камскому бассейновому округу, водохозяйственный участок реки — Кама от водомерного поста у села Бондюг до города Березники, речной подбассейн реки — бассейны притоков Камы до впадения Белой. Речной бассейн реки — Кама.
По данным геоинформационной системы водохозяйственного районирования территории РФ, подготовленной Федеральным агентством водных ресурсов:
- Код водного объекта в государственном водном реестре — 10010100212111100004501
- Код по гидрологической изученности (ГИ) — 111100450
- Код бассейна — 10.01.01.002
- Номер тома по ГИ — 11
- Выпуск по ГИ — 1